# 田辺治通

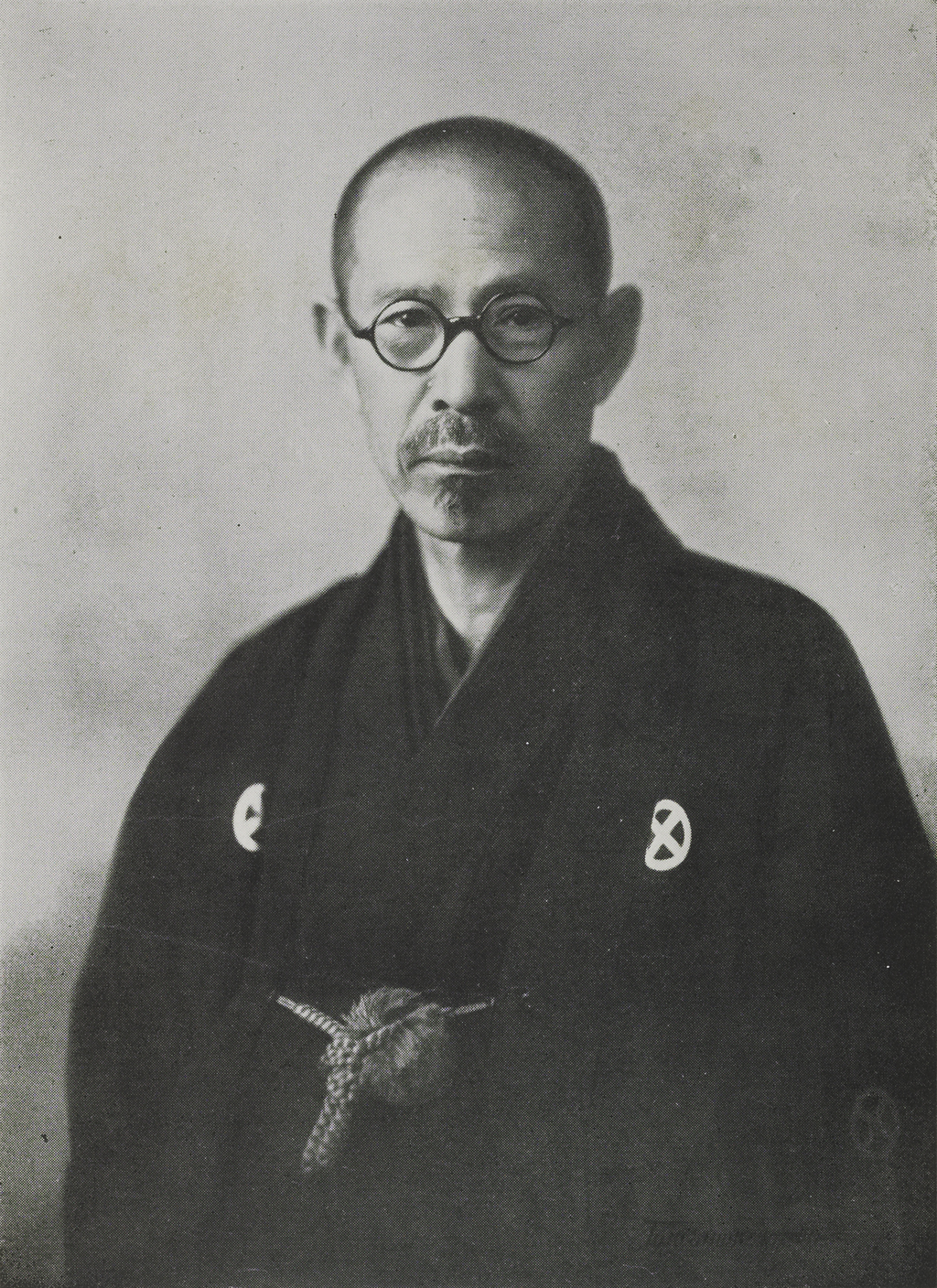
田辺治通

田辺 治通（たなべ はるみち、明治11年（1878年）10月17日 - 昭和25年（1950年）1月30日）は、日本の逓信官僚・政治家。大阪府知事・内閣書記官長・逓信大臣・内務大臣を歴任した。山梨県出身。妻は杉山叙の養子である正四位勲二等東京府士族杉山四五郎の養妹である真知。

## 人物
山梨県東山梨郡神金村（現在の甲州市）の酒造業者の次男に生まれる。明治38年（1905年）に東京帝国大学法科大学を卒業後、逓信省に入省する。横浜郵便局長、大阪郵便局長、逓信監理局書記官、同事務官、逓信省参事官兼為替貯金局事務官、大阪逓信局長、東京逓信局長を務めフランスに留学した後、無線電信法の制定に尽力するなど、通信行政の専門家として活躍して大正13年（1924年）には通信局長になり、「通信閥」の長と見られていた。ところが、第2次護憲運動の際に清浦内閣とつながる「特権官僚」として糾弾され、護憲三派による加藤高明内閣成立後に休職処分となり、そのまま依願免官された。かねてから平沼騏一郎を尊敬しており、平沼は田辺を高く評価して国本社理事として迎え、以後太田耕造とともに平沼の片腕として活躍する。
昭和2年（1927年）に縁戚にあたる鈴木喜三郎内務大臣に招かれて大阪府知事となるが、鈴木が選挙干渉事件で辞任に追い込まれると、引責辞任した。昭和8年（1933年）に満州国に渡り、同国参議・参議府副議長を務める。平沼内閣が成立すると、内閣書記官長に就任して政権の基礎作りにあたり、3か月後に書記官長を太田に譲って逓信大臣として古巣に復帰した。だが、平沼内閣は短命に終わり、逓信大臣就任から4か月余りで辞任に追い込まれた。
昭和15年（1940年）7月16日に貴族院議員に勅選され、昭和16年（1941年）の第3次近衛内閣発足時には前任大臣の平沼の推挙で内務大臣に就任した（実は安井英二前内相辞任時にも平沼から後任内相に推薦されたものの、病気のために辞退して平沼本人が就任した経緯があった）。だが、この内閣も3か月で倒れている。後に大日本飛行協会会長を務めた。戦後、公職追放を受け1946年（昭和21年）3月13日、貴族院議員を辞職した後、病没する。

## 栄典
- 1937年（昭和12年）2月23日 - 勲二等瑞宝章・昭和六年乃至九年事変従軍記章[4]